# 1906 في الجزائر
الأحداث من عام 1906 في الجزائر.